# NGC 6471/2
NGC 6471/2 је спирална галаксија у сазвежђу Змај која се налази на NGC листи објеката дубоког неба.
Деклинација објекта је + 67° 35' 27" а ректасцензија 17h 44m 17,8s. Привидна величина (магнитуда) објекта NGC 6471 износи 15,3 а фотографска магнитуда 16,0. NGC 64712 је још познат и под ознакама UGC 10973, MCG 11-21-24, CGCG 321-38, CGCG 322-9, KAZ 159.